# مکس برکهولدر
مکس برکهولدر (انگلیسی: Max Burkholder؛ زادهٔ ۱ نوامبر ۱۹۹۷) یک هنرپیشه و صداپیشه اهل ایالات متحده آمریکا است. وی از سال ۲۰۰۲ میلادی تاکنون مشغول فعالیت بوده‌است.
از فیلم‌ها یا برنامه‌های تلویزیونی که وی در آن نقش داشته است می‌توان به پسر فضایی اشاره کرد.